# José Cuauhtémoc Blanco
José Cuauhtémoc Blanco (Chihuahua) é um escritor e roteirista mexicano. Seus textos geralmente são direcionados para a produção de alguma telenovela ou série da rede mexicana Televisa.

## Filmografia

### Histórias originais
- El color de la pasión (2014)
- Mi pecado (2009)
- El manantial (2001)
- Ángela (1998)
- Capricho (1993)
- Cadenas de amargura (1991)

### Adaptações
- La sombra del pasado (2014)
- Abismo de pasión (2012)
- En nombre del amor (2008-2009)
- Laberintos de pasión (1999-2000)
- Cañaveral de pasiones (1996)

## Prêmios e indicações
| Ano  | Premiação         | Categoria                    | Telenovela            | Resultado |
| ---- | ----------------- | ---------------------------- | --------------------- | --------- |
| 2010 | Prêmio TVyNovelas | Melhor história ou adaptação | Mi pecado             | Venceu    |
| 2000 | Prêmio TVyNovelas | Melhor história ou adaptação | Laberintos de pasión  | Venceu    |
| 1997 | Prêmio TVyNovelas | Melhor história ou adaptação | Cañaveral de pasiones | Venceu    |